# Glenn Keenan
Glenn Keenan (* 6. August 1976 in Melbourne) ist ein ehemaliger australisch-niederländischer Squashspieler.

## Karriere
Glenn Keenan war von 1996 bis 2005 als Squashspieler aktiv und erreichte mit Rang 57 im September 2002 seine höchste Platzierung in der Weltrangliste. Auf der PSA World Tour gewann er in dieser Zeit einen Titel, der er sich 2003 beim MAA Invitational sicherte. Ein weiteres Mal stand er auf der World Tour in einem Finale. 2002 und 2003 stand er jeweils im Hauptfeld der Weltmeisterschaft und schied beide Male in der ersten Runde aus. Gegen Ende seiner Karriere war er unter niederländischer Flagge auf der World Tour aktiv, nachdem er bereits mehrere Jahre in den Niederlanden lebte und parallel als Squashtrainer aktiv war. 

## Erfolge
- Gewonnene PSA-Titel: 1